# 加久藤隧道 (国道221号)
加久藤隧道（日语：／）是日本九州岛国道221号的一座公路隧道，位于熊本縣人吉市与宮崎縣蝦野市之间，单洞两车道，全长1,808.7（1.12英里），两侧均设有展线，1972年建成通车，由熊本縣管理，维护费用由熊本縣与宮崎縣分摊。